# Dicranomyia humidicola
Dicranomyia humidicola är en tvåvingeart som beskrevs av Osten Sacken 1860. Dicranomyia humidicola ingår i släktet Dicranomyia och familjen småharkrankar. Inga underarter finns listade i Catalogue of Life.